# USS Enterprise (CVN-65)
El USS Enterprise (CVN-65), antes CVA(N)-65, fue un portaaviones de la Armada de los Estados Unidos. Fue el primer portaaviones nuclear del mundo, el buque de guerra más grande que ha entrado en servicio con 342 m, y el undécimo de mayor desplazamiento tras los diez buques de la Clase Nimitz. Fue el octavo barco de la marina estadounidense con ese nombre, y al igual que a su predecesor de la Segunda Guerra Mundial, se le conoce popularmente como el gran E, "Big E" en inglés. 
Diseñado bajo el proyecto SCB 160, el Enterprise fue pensado como el primero de una clase de seis portaaviones, pero los aumentos masivos en los costes de construcción llevaron a la cancelación de los buques restantes. Su baja, prevista inicialmente para 2014 se adelantó al 15 de marzo de 2013 debido al gran consumo de sus 8 reactores nucleares. Fue dado de baja oficialmente el 3 de febrero de 2017, después de más de 55 años de servicio.

## Antecedentes

### Nuevos portaviones
En 1946 comenzaron los estudios acerca de como debía ser la nueva generación de portaaviones que seguiría a la clase Midway. En aquellos años la Armada competía con la recién creada fuerza aérea por tener la primacía en capacidad de ataque nuclear a la Unión Soviética.
Así nació el USS United States, estando previsto construir cuatro portaviones de esta clase. Su diseño era sin isla ni obstáculo alguno en la cubierta de vuelo. Se diseñaron aviones de 50 toneladas de peso, cuando el máximo peso de un bombardero embarcado hasta entonces era la mitad. Los portaviones desplazarían 60.000 toneladas de peso muerto (sin contar combustible, munición y aviación). Eran muy caros en un tiempo de disminución de presupuestos de defensa y el Congreso los rechazó. Fue la consecuencia de la polémica creada porque la US Air Force se negó a que la marina poseyera bombarderos con capacidad nuclear. El resultado fue un profundo malestar en los marinos, que no olvidaron el tema hasta que en 1951 se ordenó la construcción de un nuevo tipo de portaaviones.
Pero justo poco después de rechazarse el USS United States vino la guerra de Corea y se admitió un diseño de portaaviones más pequeño, de 58.000 toneladas. Era la clase Forrestal que comprendería cuatro portaaviones convencionales, seguidos por la clase Kitty Hawk. Se incorporaban algunas mejoras significativas respecto a anteriores portaviones: luces de control de aterrizaje y la cubierta angular. Las luces y espejos eran necesarios por las mayores velocidades de aterrizaje de los nuevos reactores de combate embarcados. La cubierta angular permitía despegar en caso de no atrapar los cables del sistema de frenado. Además dejaba la parte delantera para almacenar aviones y utilizar la otra mitad para las operaciones de vuelo.

### Propulsión nuclear
Cuando se estudió la propulsión naval atómica no se la consideró prioritaria para portaaviones. Se consideraba más útil y prioritario para submarinos, por ello el submarino nuclear fue el primero.
Un portaaviones no necesita reabastecerse con tanta frecuencia como otros buques pero al reconsiderar la idea se vio que podría suprimirse la chimenea y sus gases. Igualmente atractiva era la posibilidad de navegar indefinidamente a máxima velocidad y disponer de más espacio para munición y combustible para los aviones embarcados, cada vez más grandes y sedientos de combustible. Los portaviones tradicionales se encontraban con el problema ocasional de forzar las calderas para disponer de vapor suficiente para las catapultas. Con la energía nuclear ya no sería necesario y además se disponía de una fuente eléctrica más que suficiente para los cada vez más numerosos equipos eléctricos y electrónicos. Sin embargo el coste, inmadurez de la tecnología y que cambiar el núcleo atómico cada cierto tiempo suponía la inmovilización del portaviones eran factores que pararon la adopción del reactor nuclear.
La idea de un portaaviones de propulsión nuclear había sido considerada desde 1949. En 1952, el secretario de Marina Dan A. Kimball declaró que esperaba que el próximo portaaviones fuera de propulsión nuclear. La Comisión de Energía Atómica y el Departamento de Defensa (DOD) anunciaron conjuntamente en 1954 planes para el desarrollo de propulsión nuclear buques de guerra de superficie.
De todos los problemas el coste era de lejos el principal para pensar en tener un portaaviones de propulsión nuclear. No fue hasta 1954 que el congreso aprobó el primero, el USS Enterprise, con 8 reactores nucleares. Los reactores Westinghouse AW·2 suministraban 35.000 HP, siendo necesarios tantos por su poca potencia individual y gran desplazamiento del portaviones. Su antecesor inmediato fue el USS Long Beach, primer buque de superficie de propulsión nuclear y pareja perfecta del USS Enterprise puesto que compartían sistema de propulsión, electrónica e incluso parte de la apariencia.

## Diseño
El Enterprise iba a ser el primero de una clase de 6, pero los costes de construcción se dispararon y acabó siendo el único buque de su clase.

Comparación entre algunos buques y edificios:
USS Enterprise, 342 m
El Pentágono, 431m
Queen Mary 2, 345m
Hindenburg, 245m
Yamato, 263m
Empire State Building, 443m
Petrolero Knock Nevis, 458m

Debido al gran coste de su construcción el barco fue botado sin los lanzamisiles Terrier con los que había sido diseñado. Dichas armas nunca fueron instaladas y la defensa del buque se dejó en manos de los RIM-7 Sea Sparrow en baterías (Basic Point Defense Missile System (BPDMS)). Más tarde se le añadieron 2 NATO Sea Sparrow (NSSM) y 3 Mk 15 Phalanx CIWS. En otra modificación posterior se eliminó uno de los CIWS y se añadieron 2 lanzadores de 21 celdas RIM-116 Rolling Airframe Missile
El Enterprise es el único portaaviones que alberga más de 2 reactores nucleares. Su diseño es poco innovador, ya que simplemente se sustituyó cada caldera de vapor por un reactor nuclear. Por ello su tamaño es mayor que el de los demás portaaviones nucleares, convirtiéndole en el mayor superportaaviones existente. También es el único portaaviones que cuenta con 4 timones en lugar de los 2 típicos.
Al construirlo se le instaló un innovador sistema de radar montado en paneles planos alrededor de la isla, formado por un radar de escaneado electrónico SPS-32, pero no tuvo el éxito esperado y en 1980 fue sustituido por uno convencional.

## Construcción

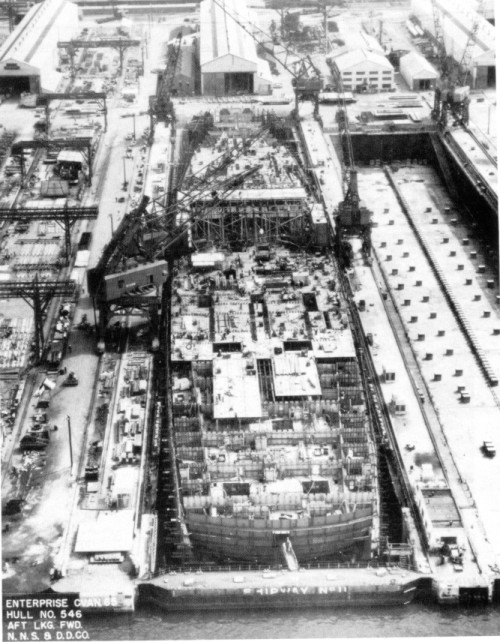
USS Enterprise durante su construcción.

En 1956, el Congreso autorizó la construcción del primer portaaviones nuclear. En 1958 la quilla del Enterprise fue puesta en grada en el astillero Newport News Shipbuilding and Drydock Company. Fue botado en septiembre de 1960, amadrinado por la señora W. B. Franke, esposa del anterior ministro de Marina, William Birrell Franke. El 25 de noviembre de 1961 fue dado de alta, recibiendo el mando el capitán Vincent P. de Poix, comandante del Escuadrón de Ataque nº 6 en el USS Enterprise (CV-6).
El 12 de enero de 1962, el buque comenzó su viaje inaugural, llevando a cabo una travesía de prueba de tres meses. También realizó una serie de pruebas y ejercicios de entrenamiento destinados a comprobar el potencial de los portaaviones nucleares, de los que el Enterprise fue el pionero.

## Historial operacional

### En los 60
En febrero de 1962 participó en el seguimiento y medición del vuelo de la Amistad 7, la cápsula espacial Mercury Atlas 6, en la que el teniente coronel John H. Glenn, Jr. realizó el primer vuelo espacial orbital americano. En agosto de ese año el buque se unió a la Sexta Flota en el Mediterráneo, volviendo a la base de Norfolk en octubre.

#### Crisis de los misiles
Al detectarse el 15 de octubre en Cuba varios lugares de lanzamiento de misiles nucleares soviéticos mediante el vuelo de aviones espía U-2, Estados Unidos pasó a DEFCON 2. Se decretó un bloqueo contra Cuba para evitar la llegada de más material y se exigió a los soviéticos que desmantelara el ya existente. El Enterprise, junto con el USS Independence, USS Essex, el USS Randolph y varios aviones con base en tierra participaron en dicho bloqueo. El 28 de octubre dio por finalizada la crisis con el anuncio del desmantelamiento de los misiles.

#### 1962-1969

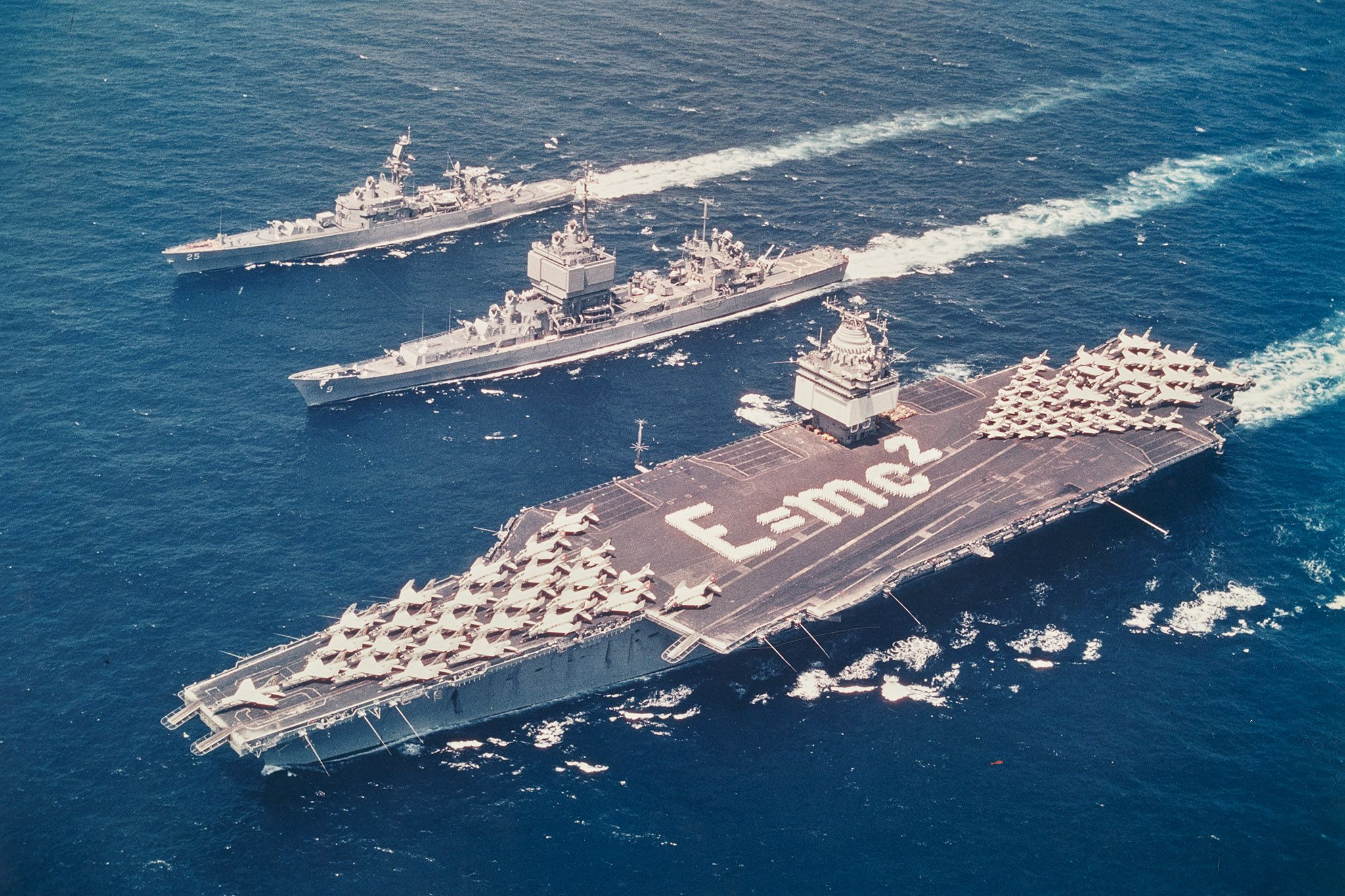
Task Force One, la primera task force con propulsión nuclear. El USS Bainbridge (CGN-25), el USS Long Beach (CGN-9) y el USS Enterprise en formación en el mar Mediterráneo el 18 de junio de 1964. Nótese las distintivas superestructuras que forman las islas del USS Enterprise y del USS Long Beach.

El 19 de diciembre de 1962, un Grumman E-2 Hawkeye fue lanzado desde el Enterprise, probando un nuevo método de lanzamiento por catapulta, y 2 minutos después un Grumman A-6 Intruder, consiguiendo una de las metas primarias del diseño: la reducción de los intervalos de lanzamiento.
En 1963 y 1964 estuvo desplegado 2 veces más en el Mediterráneo, donde participó en la operación Sea Orbit, formando junto con el USS Long Beach (CGN-9) y el USS Bainbridge (CGN-25) la primera fuerza combinada nuclear. Después de esto volvió al astillero Newport News Shipbuilding and Dry Dock Company, para su primera revisión y recarga de combustible.
En noviembre de 1965 fue transferido a la Séptima Flota del Pacífico. El mes siguiente, el día 2 de diciembre se convirtió en el primer barco con propulsión nuclear en entrar en combate, cuando su escuadrilla aérea participó en combates contra el Viet Cong.
En enero de 1968 fuerzas norcoreanas capturaron el buque USS Pueblo, provocando una crisis diplomática. El Enterprise estuvo patrullando durante un mes el Mar del Japón.

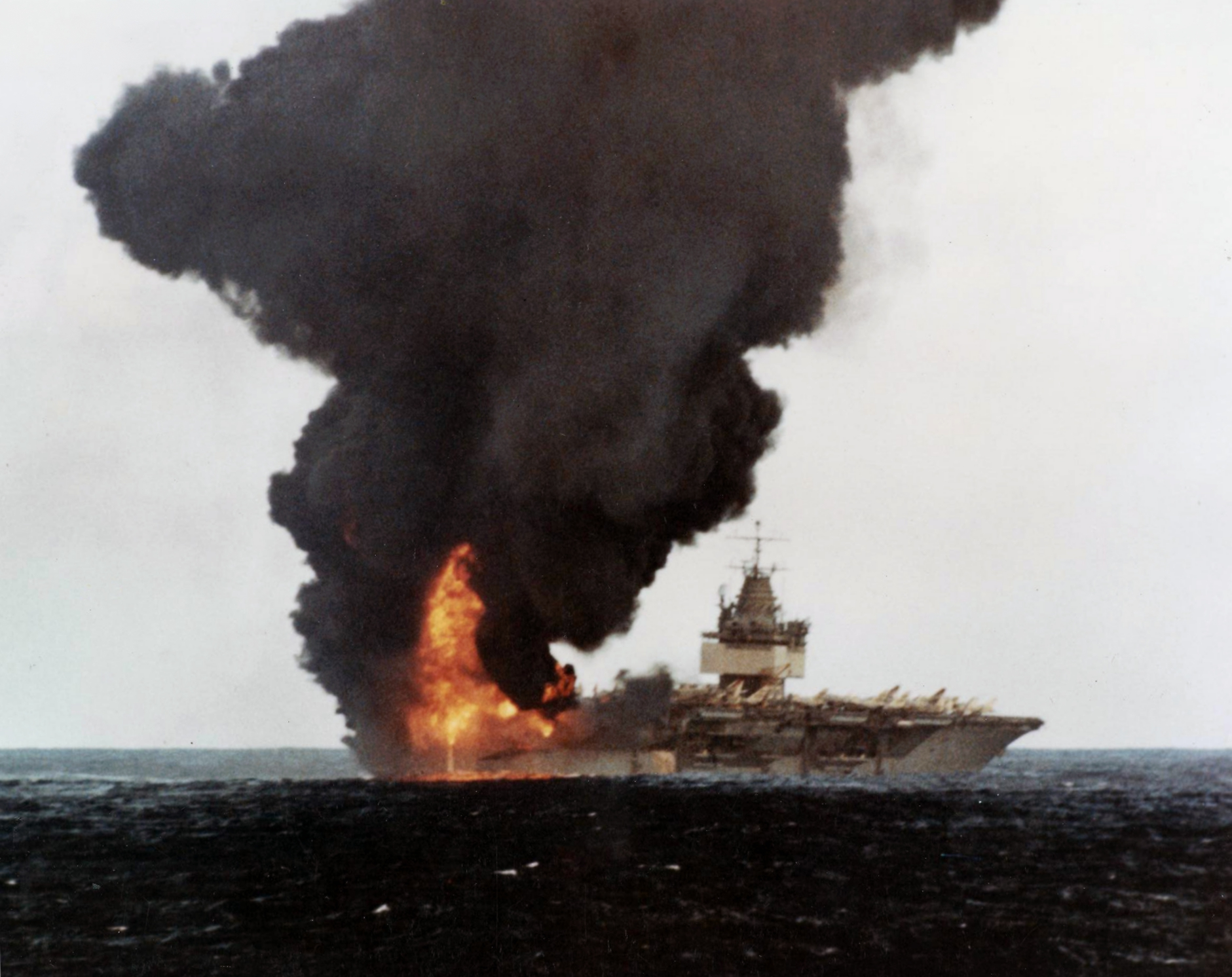
Incendio en el Enterprise en 1969.

En la mañana del 14 de enero de 1969, un cohete MK-32 cargado en un F-4 Phantom explotó al ser calentado por el reactor de otro avión cercano. La explosión se propagó por la cubierta de vuelo por otras explosiones en otros misiles y aviones. El fuego se controló relativamente pronto, pero fallecieron 27 personas y otras 314 resultaron heridas. Se destruyeron 15 aviones en el incidente y los daños resultantes obligaron a llevar al portaaviones a puerto para realizar reparaciones. El buque estuvo en Pearl Harbor hasta el mes de marzo, cuando estuvo completamente reparado y se trasladó nuevamente al Golfo de Tonkín para continuar el ataque contra Vietnam.

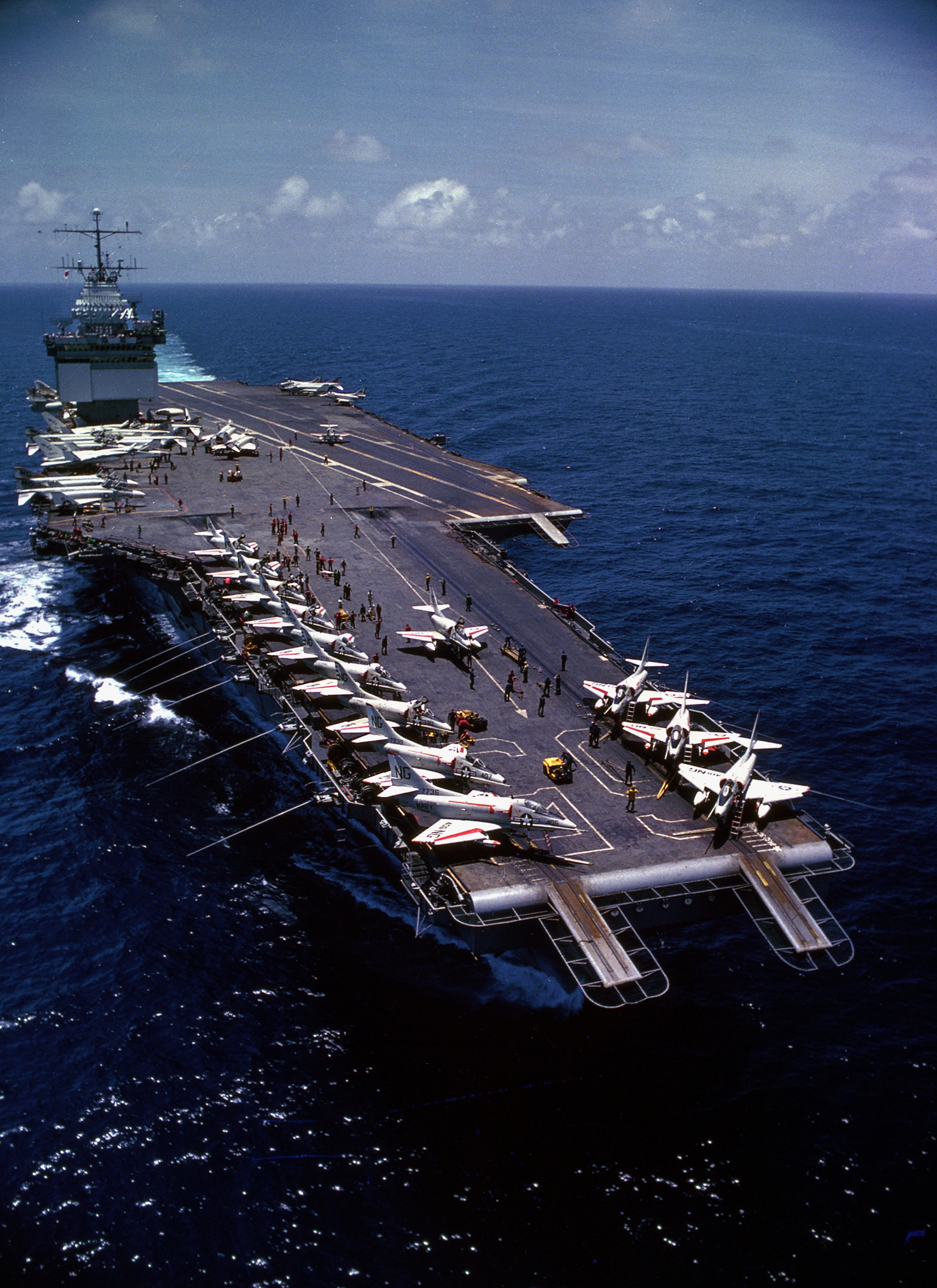
USS Enterprise en Golfo de Tonkin.

En abril de 1969 se produjo otro incidente con Corea del Norte al derribar un Mig-17 norcoreano un EC-121 Constellation estadounidense que estaba realizando una misión de reconocimiento sobre el mar del Japón. Toda la tripulación del Constellation falleció. La respuesta americana fue el despliegue de la Task Force 71 para proteger los vuelos en esa zona. Inicialmente consistía en el Enterprise, el Ticonderoga, el Ranger y el Hornet acompañados de una escolta de cruceros y destructores. La mayoría de integrantes de esta flota fueron retirados del teatro de operaciones de Vietnam. Fue una de las mayores demostraciones de fuerza desde la guerra de Corea.
Desde 1965 a 1972 el Enterprise realizó seis despliegues en Asia.

### En los 70
Entre 1969 y 1970 el Enterprise volvió a su base para su segundo reabastecimiento de combustible y revisión. Tras diversas pruebas se constató que las modificaciones que se le realizaron en los reactores le permitirían tener una autonomía de 10 años.
El buque volvió a Asia a seguir ofreciendo apoyo aéreo a la lucha en Vietnam. Durante julio de 1971 las operaciones se tuvieron que suspender debido a la llegada de 3 tifones.

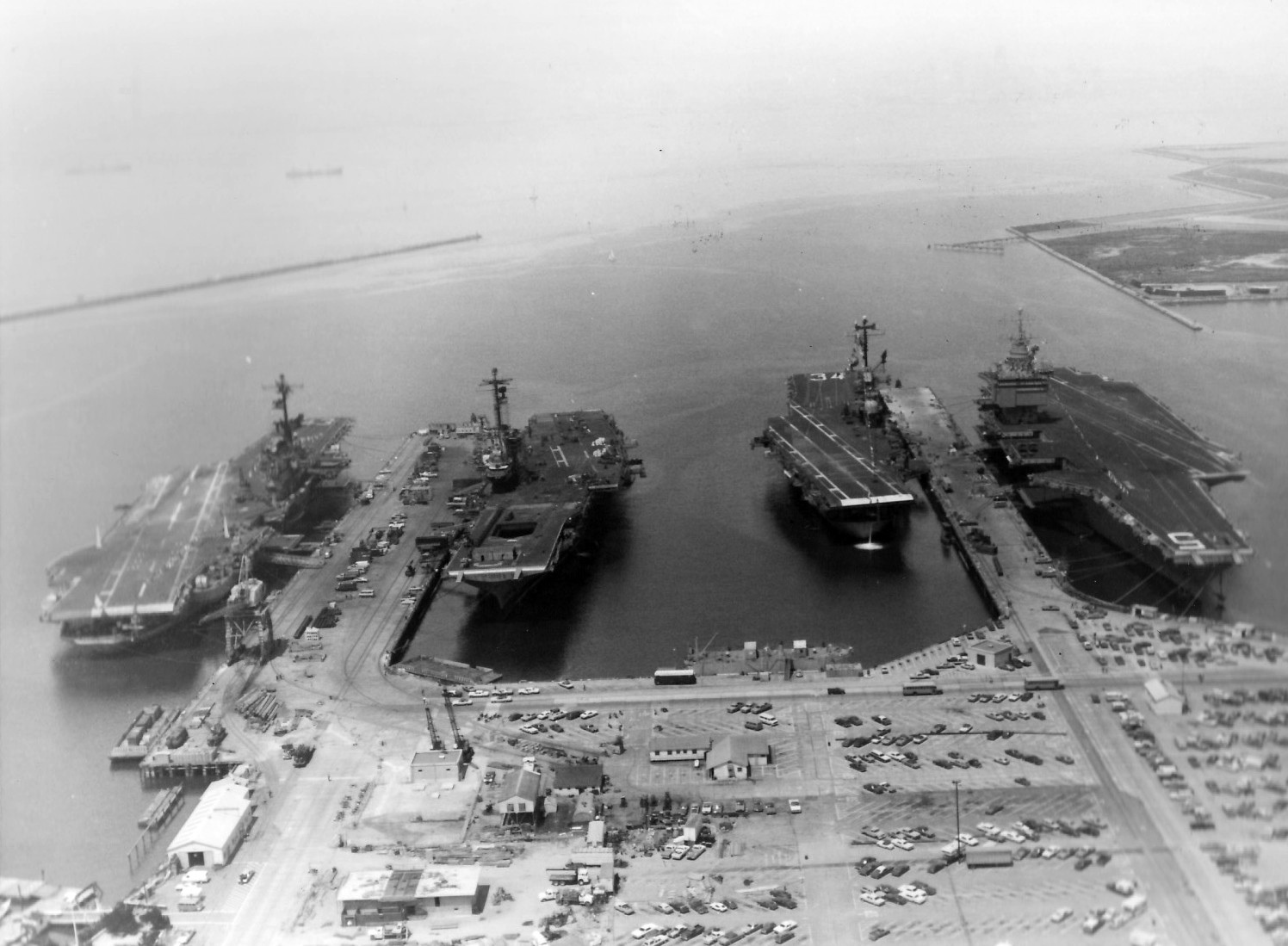
USS Coral Sea (CVA-43), USS Hancock (CVA-19), USS Oriskany (CVA-34) y USS Enterprise (CVAN-65) en 1974 en la base de Alameda, Ca.

En diciembre de 1971, durante la Guerra indo-pakistaní de 1971 el Enterprise fue desplazado al Golfo de Bengala para presionar el bloqueo impuesto por el INS Vikrant. Un submarino soviético también fue desplegado en la zona. Para frenar la escalada bélica el Enterprise volvió al Sudeste asiático.
En octubre de 1972, los Estados Unidos puso fin a todas las incursiones aéreas tácticas en Vietnam del Norte por encima del paralelo 20. Este gesto de buena voluntad de poner fin a los bombardeos en Vietnam del Norte por encima del paralelo 20 fue diseñado para ayudar a las negociaciones de paz que se celebraban en París.
El 18 de diciembre de 1972 los Estados Unidos reanudaron las campañas de bombardeos al norte del paralelo 20 tras la suspensión de las negociaciones de paz. En enero se volvió otra vez a las negociaciones y se estableció un alto el fuego.

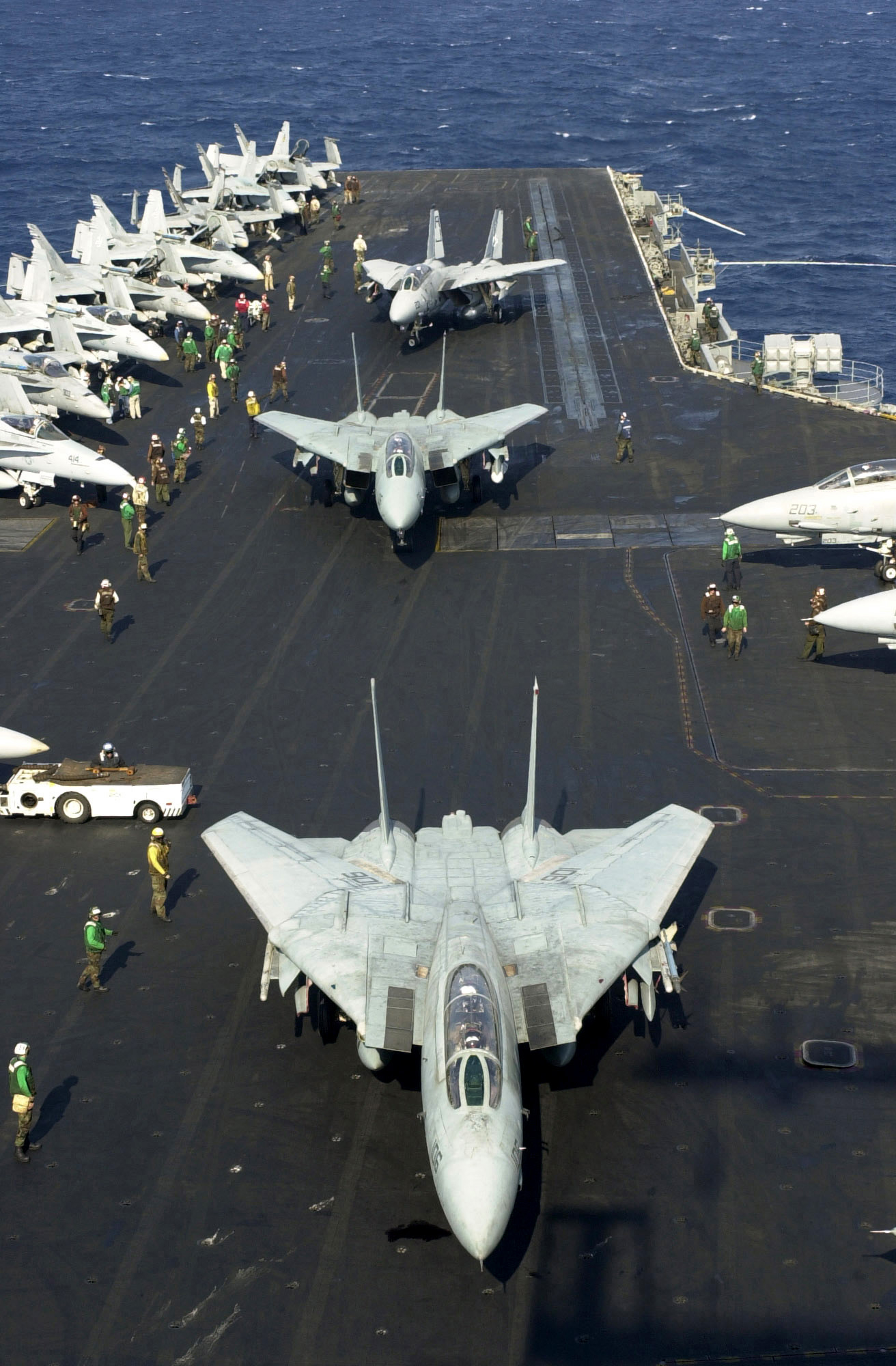
F-14 a bordo del Enterprise.

Aprovechando el cese de hostilidades en Vietnam se aprovechó el vector aéreo del Enterprise para realizar ataques contra Laos.
Tras la retirada americana de Vietnam el Enterprise se desplazó hasta el Puget Sound Naval Shipyard en Bremerton, Washington donde el portaaviones fue modificado para albergar el F-14. El 18 de marzo de 1974, los F-14 Tomcat realizaron los primeros despegues y aterrizajes en el Enterprise.
En febrero de 1975 el tifón Gervaise arrasó la isla de Mauricio y el Enterprise formó parte de la ayuda internacional que se mandó para intentar paliar la situación.
En abril de 1975, el Enterprise, el Midway, el Coral Sea, el Hancock y el Okinawa fueron desplegados en las aguas de Vietnam en previsión de la caída de Vietnam del Sur en el marco de la operación Viento Frecuente. La operación implicó la evacuación de ciudadanos estadounidenses de la capital de Vietnam del Sur bajo un fuerte ataque de las fuerzas invasoras de Vietnam del Norte. La situación militar alrededor de Saigón y el aeropuerto de Tan Son Nhat era tan grave que la evacuación solo se podía realizar en helicóptero, frecuentemente desde las azoteas de los edificios.
En julio de 1976 el Enterprise se dirigió a Mombasa en el marco de la crisis en Uganda provocada por Idi Amin al secuestrar a varios ciudadanos americanos. Tras la resolución de esta crisis volvió a Filipinas y después a Estados Unidos.
En 1978 realizó un viaje en el que pasó por Hong Kong, Perth, y Singapur.
En enero de 1979 el Enterprise se dirigió al Puget Sound Naval Shipyard para una revisión exhaustiva de 30 meses, durante la cual la superestructura de su isla fue modificada y se eliminaron los radares y la sección cónica superior.

### En los 80
Participó en 5 despliegues, en 1982, 84, 86, 88 y 89.
En 1983 embarrancó en un banco de arena en la bahía de San Francisco cuando regresaba de un despliegue y se quedó encallado durante varias horas.

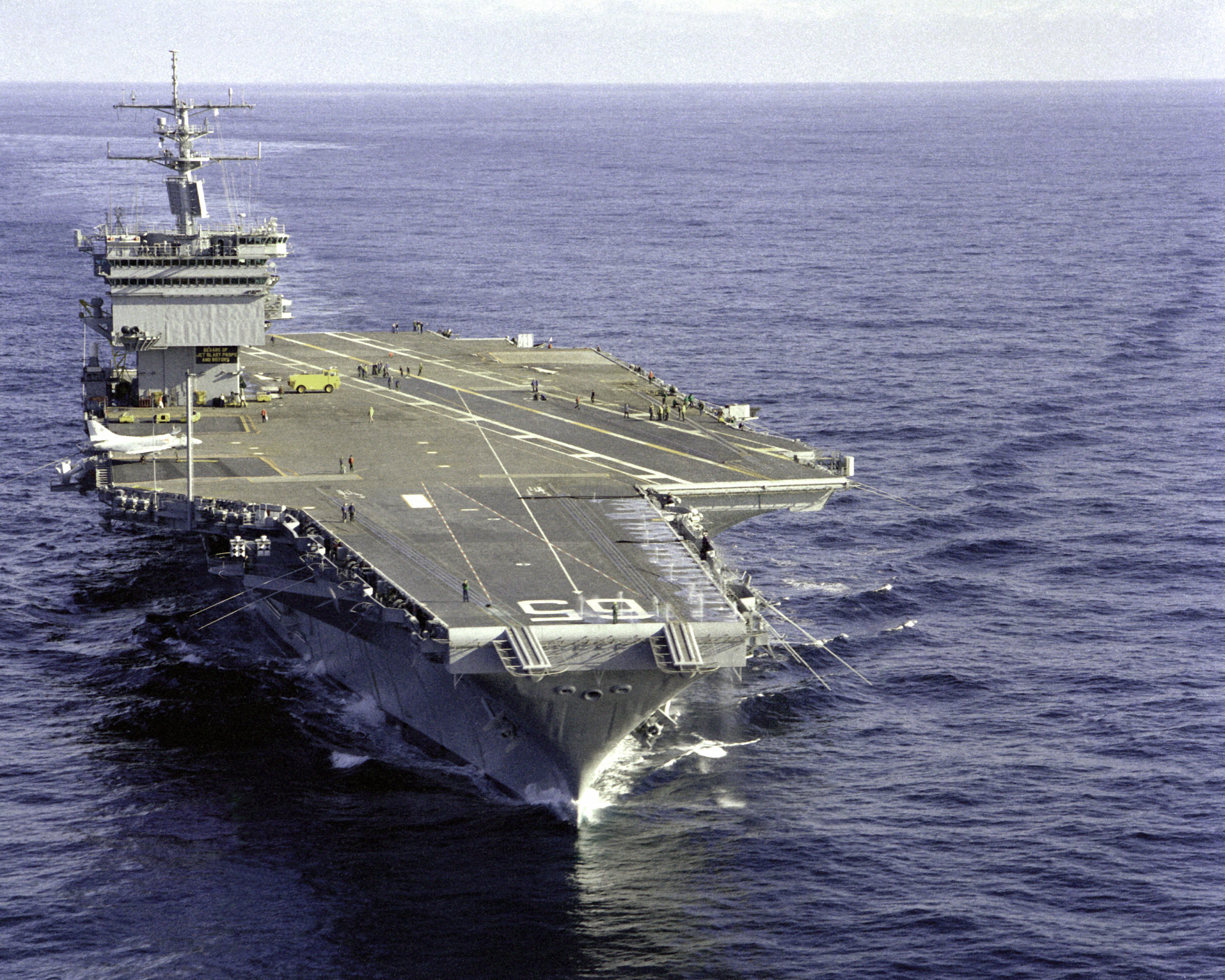
USS Enterprise tras la modernización.

El 2 de noviembre de 1985 tuvo otro incidente similar, cuando durante unos ejercicios dañó parte del casco y las hélices en Cortes Bank. Terminó los ejercicios, pero tras finalizarlos se trasladó hasta el puerto de San Francisco y tuvo que ser puesto en dique seco para repararlo.
El 28 de abril de 1986 se convierte en el primer portaaviones nuclear en atravesar el canal de Suez, para llegar al Mediterráneo y participar en el bombardeo de Libia, en el marco de la operación Eldorado Canyon.
En abril del 88 fue asignado a la Operación Earnest Will, dedicándose a la protección de petroleros en el Golfo pérsico, que estaba siendo atacados por Irán, en el marco de la Guerra Irán-Irak.
En septiembre de 1989 comenzó un crucero alrededor del mundo para trasladar su base desde Alameda (California) hasta Norfolk. A mitad de camino, en diciembre de 1989, hizo un alto para participar en la operación Clasic Revolve ayudando a la presidenta filipina Corazón Aquino en su lucha contra los golpistas.

### En los 90
En marzo de 1990 terminó su vuelta al mundo y llegó a Norfolk , tras haber recorrido más de 69.000 km y haber hecho escala en Hong Kong, las Filipinas, Tailandia, Singapur, Río de Janeiro, St. Thomas, y Fort Lauderdale (Florida). En octubre de ese mismo año se trasladó a Newport News Shipbuilding para una recarga de combustible y llevar a cabo una serie de modificaciones que aumentaron su eslora en 6 m. También se realizaron otras reparaciones exhaustivas para extender su vida útil. El 27 de septiembre de 1994 volvió a la mar para realizar una serie de pruebas, en la que se probaron las modificaciones realizadas. Se comprobó que podía ponerse a máxima potencia con la misma rapidez que cuando era nuevo.
En junio de 1996 partió de su base para participar en las operaciones de la OTAN de control de Bosnia(Operation Joint Endeavor) y también para participar en la operación Southern Watch. Esta última supuso la retirada del A-6 Intruder de la marina estadounidense.
En febrero de 1997 volvió al Newport News Shipbuilding para una revisión exhaustiva de 4 meses y medio.
El 8 de noviembre de 1998 tuvo lugar un choque entre un EA-6B Prowler y un S-3 Viking en la cubierta de vuelo. El accidente se produjo cuando el Prowler regresaba al portaaviones por la noche siguiendo las señales luminosas y al aterrizar golpeó las alas plegadas del Viking que estaba en la zona de aterrizaje de la cubierta de vuelo. Los ocupantes del EA-6B murieron en el impacto, pero la tripulación del S-3 Viking consiguió eyectarse poco después del incidente. Se produjo un incendio en la cubierta de vuelo, pero fue rápidamente extinguido por la tripulación. Tres de los cuatro miembros del Prowler cayeron al mar y jamás se encontraron. Los dos tripulantes del Viking fueron trasladados al Centro Médico Naval de Portsmouth, Virginia. La búsqueda de los cadáveres se interrumpió tras 24 horas. Aparte de las tripulaciones de los aparatos involucradas en el accidente, no hubo más bajas.

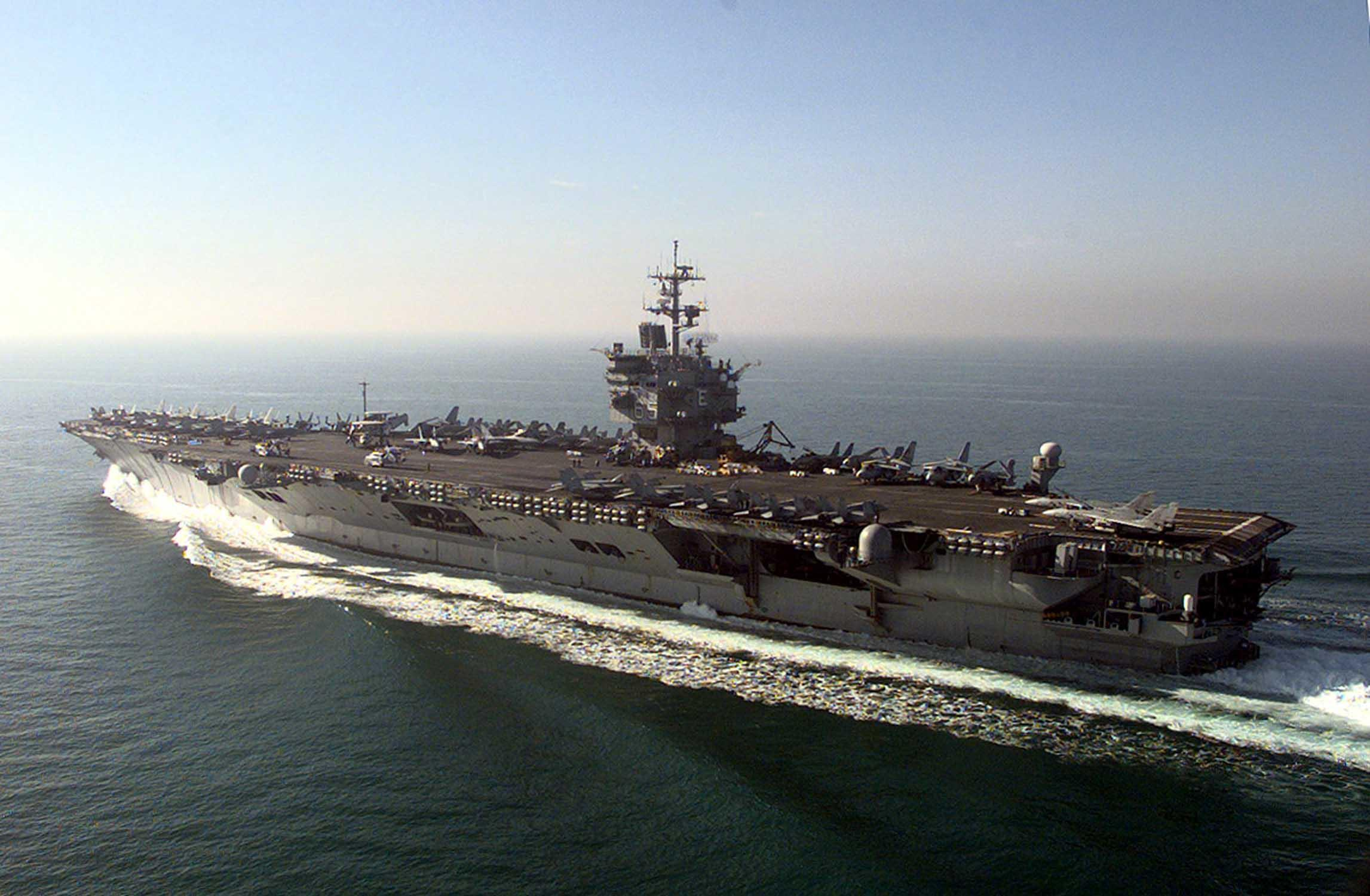
USS Enterprise durante la operación Zorro del desierto

El 23 de noviembre de 1998 relevó al USS Dwight D. Eisenhower (CVN-69) en el Golfo Pérsico. Durante una escala en el puerto de Jebel Ali, Emiratos Árabes Unidos, el buque albergó al presidente George H. W. Bush y un concierto en vivo, del grupo de rock Hootie & The Blowfish.
Después de esto estuvo en Sicilia y en Cannes. Se le ordenó regresar de nuevo al Adriático ante el fracaso de las negociaciones de paz, llegando al puerto de Trieste a primeros de marzo de 1999. Regresó al Golfo Pérsico, donde relevó al USS Carl Vinson (CVN-70) y volvió a su base en mayo.
En diciembre de 1998 participó junto con, el USS Gettysburg (CG-64), el USS Stout (DDG-55), el USS Nicholson (dd-982), el USS Miami (SSN-755) en la operación Zorro del desierto, atacando blancos en territorio iraquí durante un total de 70 horas, entre el 16 y 20 de ese mes. La intención de este ataque era dañar la capacidad militar iraquí. Fueron cuatro días de bombardeos sobre Bagdad y otros puntos estratégicos del país árabe, en los que se destruyeron arsenales, instalaciones y sistemas de defensa.

### En elsigloXXI

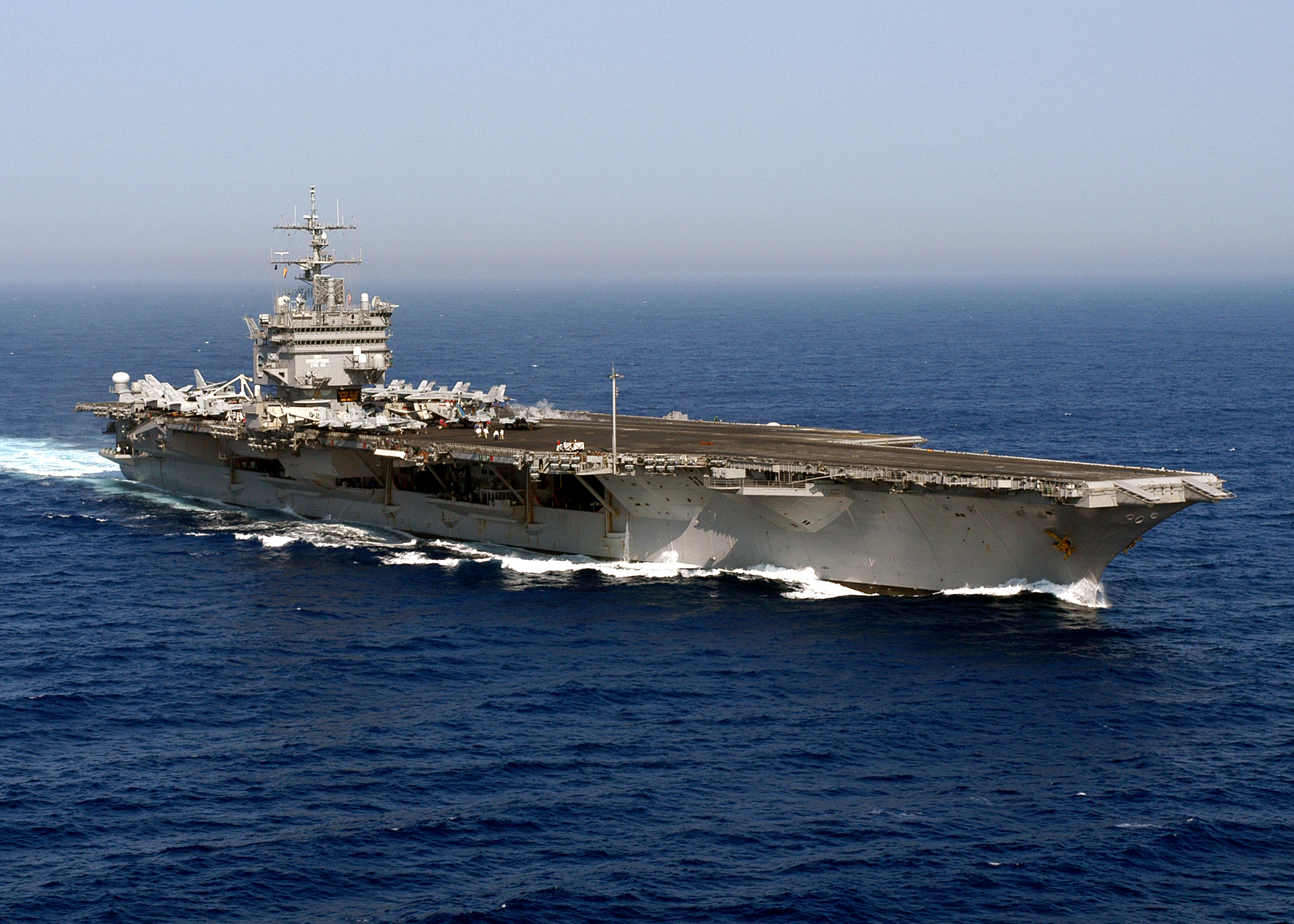
El USS Enterprise navegando en el año 2004.

Durante la primavera de 2001 el Enterprise realizó su decimoséptimo despliegue operativo. En el mes de junio realizó unos ejercicios navales conjuntos con la Royal Navy en el Mar del Norte.
Cuando ocurrieron los atentados del 11 de septiembre de 2001 el buque se encontraba en el viaje de vuelta a casa desde el Golfo Pérsico. Al enterarse de lo ocurrido, sin recibir orden alguna, dio la vuelta y se situó en las cercanías del Golfo Pérsico. En octubre dio apoyo aéreo a las operaciones de la guerra de Afganistán, bombardeando instalaciones de Al Qaeda. En tres semanas el grupo aéreo embarcado del Enterprise realizó más de 700 salidas. A finales de octubre inició el regreso a su base, en Norfolk, donde llegó el 10 de noviembre. Durante el trayecto se realizó en el buque el programa Good Morning America. El 10 de noviembre tuvo lugar a bordo un concierto de Jewel.
En enero de 2002 entró en dique seco para una revisión exhaustiva de un año.
En 2003 y 2004 estuvo prestando apoyo aéreo en la Guerra de Irak.
En mayo de 2006 salió de puerto y estuvo durante 6 meses prestando apoyo a las tropas en Irak y Afganistán. En 2007 realizó un despliegue similar, en el Golfo Pérsico.
En abril de 2008 entró en dique seco para una revisión de 18 meses. El coste inicial previsto de esta revisión era de 453 millones de dólares, pero al final se elevó hasta 605 millones de dólares.
En marzo de 2011 se desplegó como parte de la Sexta Flota en el Mediterráneo con el objetivo de estar preparado para un ataque a las tropas de Gaddafi en Libia.
En enero de 2012 fue asignado para escoltar a los barcos que navegan por el Estrecho de Ormuz. El 11 de marzo de 2012, zarpó desde la base naval de Norfolk junto a su grupo de combate formado por el crucero USS Vicksburg y  los destructores USS Potter, USS Nitze y USS James E. Williams y asignado a las áreas operativas de la Quinta y Sexta flota, Golfo Pérsico, norte del Mar Arábigo y Mediterráneo, en su último despliegue, que finalizó el 4 de noviembre de 2012. Estaba previsto que se iniciara su desactivación el 1 de diciembre de 2012, en la base naval de Norfolk, Virginia, con fecha final de baja no posterior al 15 de marzo de 2013.

## Futuro

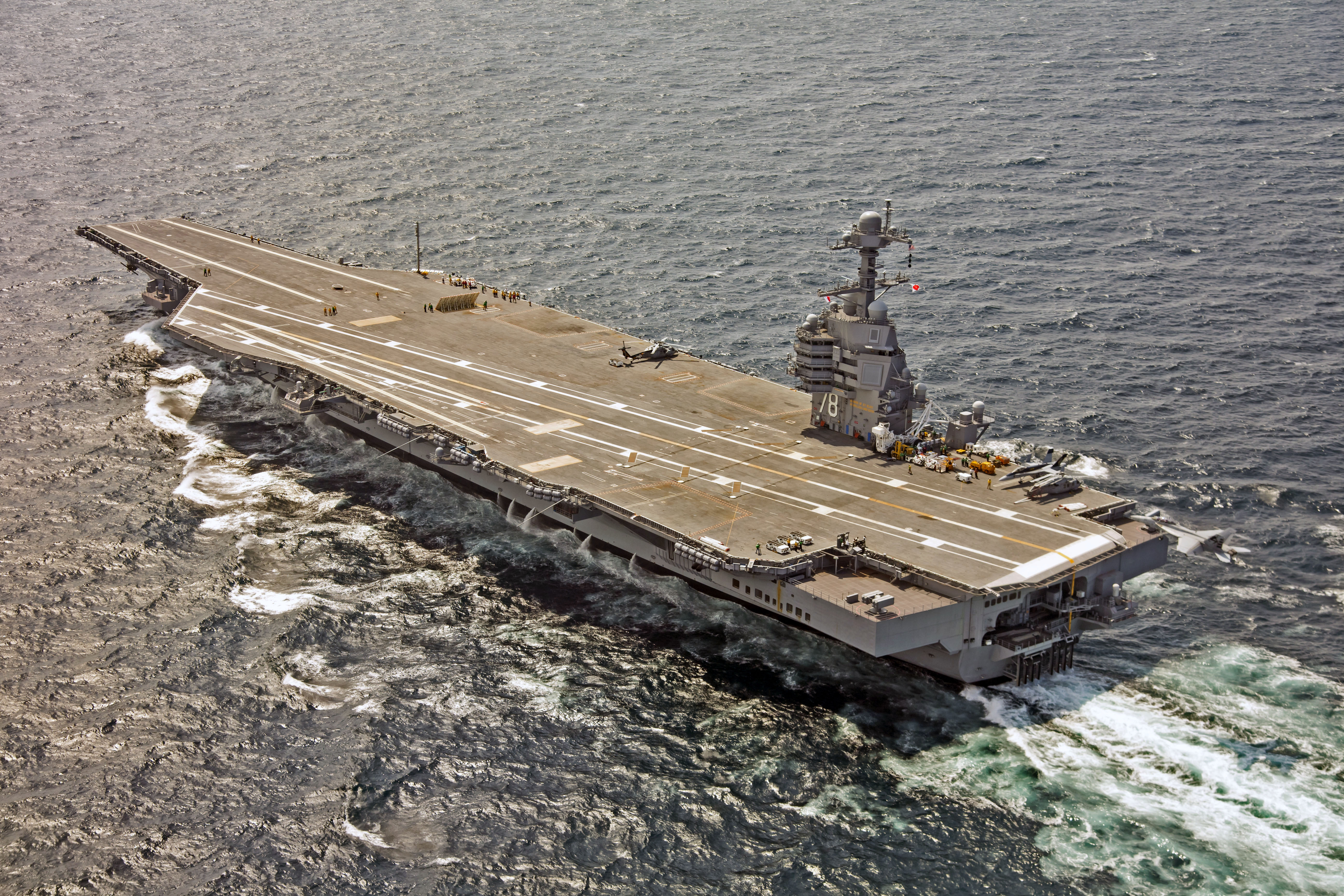
El ' en 2017, buque que sustituyó al Enterprise.

Estaba previsto su retiro en 2014, coincidiendo con la entrada en activo del USS Gerald R. Ford (CVN-78). El 6 de abril de 2009 el almirante Gary Roughead, Jefe de operaciones navales, declaró que intentaría acelerar el proceso para que se pudiese dar de baja en 2013 o incluso 2012. El motivo expuesto para anticipar la fecha de desmantelamiento fue el costo de funcionamiento de los ocho reactores nucleares, que en los que se gasta bastante más en mantenimiento y operación que los dos reactores nucleares de la Clase Nimitz.
En octubre de 2009, la Cámara y los Comités de Servicios Armados del Senado, aceptaron la recomendación, que aprueba el desmantelamiento en 2013 tras 51 años de servicio. Sería así el primer portaaviones nuclear del mundo en ser dado de baja y desmantelado.
Existe una petición popular de que el buque se convierta en museo cuando finalmente sea dado de baja, aunque esto dependerá de la dificultad que suponga el desmantelamiento de sus ocho reactores nucleares. También hubo otra petición para que el CVN-79 fuera nombrado como el noveno USS Enterprise, aunque finalmente se optó por darle el nombre de USS John F. Kennedy, asignándose el nombre Enterprise al CVN-80.

## Cultura popular
El USS Enterprise hizo su primera aparición en la película de 1968 "Tuyos, míos, nuestros", en la que el protagonista es destinado a dicho buque.
El Enterprise, también fue el portaaviones desde el cual se realizaban los despegues en las escenas finales de la película de 1986 Top Gun. Algunas de las escenas que transcurrían a bordo del buque, fueron filmadas en realidad a bordo del USS Ranger (CV-61)
En la película La caza del octubre rojo, el Enterprise era el buque insignia que respondía al despliegue soviético.
El USS Enterprise (CVN-65) también hizo aparición en la película Star Trek IV: misión: salvar la Tierra en donde los protagonistas debían robar el combustible nuclear de sus reactores, para el uso de su poder energético y tratar de volver al futuro. Cabe citar que el creador de la serie televisiva, Gene Roddenberry, nombró a la nave espacial USS Enterprise (NCC-1701), debido a que el mismo sirvió a bordo del USS Enterprise, CV-6,  a y que este a su vez, fue la referencia para el nombre del prototipo de transbordador espacial Enterprise de la NASA, para pruebas de vuelo y aterrizaje.
En el Juego chino RPG Azur Lane lanzado en 2017 Enterprise es un personaje femenino. Dos años después en 2019 cuando se lanzó la versión anime de este juego se puede ser a Enterprise como protagonista de la serie en compañía de otras guerreras que toman nombres de distintos portaviones y acorazados de la Segunda Guerra Mundial y parte de la Guerra Fría.